# Ейкан
Ейка́н (яп. 永観 — ейкан, «далекий погляд») — ненґо, девіз правління імператора Японії з 983 по 985 роки.

## Походження
Взято з класичного твору «Ши цзі» (書経): «王唏殷乃承叙万年、其永観朕子、懐厥徳»

## Порівняльна таблиця
| Роки Ейкан              | 1    | 2    | 3    |
| Григоріанський календар | 983  | 984  | 985  |
| Китайський календар     | 癸未 | 甲申 | 乙酉 |